# 제임스 챌리스
제임스 챌리스(James Challis, 1803년 12월 12일 ~ 1882년 12월 3일)는 영국의 성직자이자 물리학자, 천문학자이다. 그는 케임브리지 천문대 대장으로서 여러 가지 업적을 남겼지만, 해왕성 발견의 기회를 놓쳐 버린 것으로 가장 잘 알려져 있다.